# Lucía Sócam
Lucía Sosa Campos (Guillena, Sevilla, 30 de septiembre de 1986), conocida como Lucía Sócam, es una cantautora, guitarrista y flautista española, especializada en la flauta traversa. Sus canciones son referentes a temas de la guerra civil española, y en particular a hacer homenaje a soldados y ciudadanos en general que lucharon en favor del bando republicano, y así lo demuestra en Verdades escondidas y Republicana; en apoyo a la Ley de Memoria Histórica.

## Biografía
Con ocho años, comienza sus estudios musicales en el Aula de Música de su pueblo natal, Guillena, con la especialidad de Flauta Travesera. Después, pasa al Conservatorio Profesional de Música “Cristóbal de Morales”. A los catorce años, compone su primera canción, “Digan lo que Digan”. Entra en contacto con la Cooperativa de Autores local llamada Utopía Producciones, en la que graba sus primeras maquetas.
En 2005, graba su primer DVD en Directo, llamado Hoy puede ser el gran momento. Poco después sale a la calle su primer disco Contraste, mezclando las canciones grabadas en directo y en estudio. En 2010, Utopía Producciones produce un CD-libro para la Asociación Para la Recuperación de la Memoria Histórica “19 Mujeres” de Guillena, llamado Verdades escondidas.
EN 2012 su último trabajo llamado Viejos Tiempos. Nuevos Tiempos junto al escritor y periodista Juan José Téllez, y de la mano de la Cooperativa Andaluza "Atrapasueños S.C.A.". Dedicado a la Memoria de su tierra, Andalucía, han participado en el mismo el cantautor gaditano, Alfonso Baro, el guitarrista almeriense, David Caro, el cantaor flamenco, Juan Pinilla, y el cantautor sevillano, Alfonso del Valle.
Lucia es coautora, junto a M. Carmen Fernández, del libro llamado "Memoria de Guillena. Tierra de Rosas Silenciadas", donde recoge la historia más reciente de Guillena durante los años treinta, haciendo especial hincapié en "las 17 Rosas de Guillena" ya que es sobrina-nieta de Dña. Granada Hidalgo Garzón (1866 - 1936); una de las mujeres asesinadas aquel viernes 6 de noviembre en infame "cacería" en el interior del Cementerio de Gerena, de negro recuerdo para el pueblo guillenense. 
Además, ha participado en el libro "A Rafael Alberti"  y el Poemario "Malas Compañías".
Junto a otros compañeros, crea la cooperativa cultural "Carambolo Producciones S.C.A." desde donde edita, junto al cantaor Juan Pinilla y el guitarrista David Caro, "Siempre abril", un espectáculo donde mezclan el flamenco y la canción de autor.
En sus varias visitas a la Feria Internacional del Libro de La Habana, conoce al poeta cubano Víctor Casaus, con quien edita un disco en 2015 llamado Amar sin papeles con poemas del poeta.
En 2016 se celebra el Centenario del nacimiento de Blas de Otero; Lucía compone doce poemas del poeta más uno de Juanjo Téllez dedicado al poeta para un disco llamado "OTERO" que recorre muchas comunidades.
"Lucía Sócam canta a las mujeres del 27" es el homenaje que Lucía hace en el 90 aniversario de la Generación del 27 a las mujeres intelectuales invisibilizadas en la historia.

## Premios
- En 2010 el Ayuntamiento de Marinaleda le otorgó un galardón por su participación con la Radio/Televisión local. Y el mismo año, la Consejería de Agricultura y Pesca y la Consejería de Bienestar Social de la Junta de Andalucía la condecoraron como «mujer excepcional 2010», concediéndole el honor de representar a las mujeres rurales de Sevilla 2010; por su entrega y esfuerzo en «las 17 Rosas de Guillena». También, el ayuntamiento de su región natal, Guillena, le otorgó el premio «Soy Guillena», en su primera edición, reconociéndole su trayectoria artística.
- El 15 de enero del año 2011 recibió en la primera edición de los premios "Soy Guillena" la Placa de honor del municipio Villa de Guillena, galardonándola por segunda ocasión como "mujer excepcional".
- Lucía Sócam ha sido, igualmente, galardonada con el Premio José González Barrero 2012, por su implicación en la Recuperación de la memoria Histórica de la Asociación para la Recuperación de la Memoria Histórica "José Gonzalez Barrero" de Zafra (Badajoz).
- El 17 de abril de 2016, en El Borge (Málaga) Lucía Sócam es reconocida como "Republicana del año".
- En la primera edición de los premios "Mundo Obero" (septiembre, 2016, San Fernando de Henares), Lucía Sócam ha sido galardonada por su trayectoria cultural.

## Discografía
- Hoy puede ser el gran momento (2005)
- Contraste (2009)
- Verdades escondidas (2010)
- Viejos Tiempos. Nuevos Tiempos (2012)[7]
- Festival Músicas del Sur- Andalucía con el Sáhara (disco colectivo) (2013)
- Con las mismas ganas de revolución (2014)
- Siempre abril (con Juan Pinilla) (2014)
- Amar sin papeles (con Víctor Casaus) (2015)
- Otero (2016)[5]